# New York Film Critics Circle Awards 1935
La 1ª edizione della cerimonia dei New York Film Critics Circle Awards si è tenuta il 2 marzo 1936 ed ha premiato i migliori film usciti nel corso del 1935.

## Vincitori e candidati

### Miglior film
- Il traditore (The Informer), regia di John Ford

### Miglior regista
- John Ford - Il traditore (The Informer)
- Alfred Hitchcock - L'uomo che sapeva troppo (The Man Who Knew Too Much) ed Il club dei 39 (The 39 Steps)

### Miglior attore protagonista
- Charles Laughton - La tragedia del Bounty (Mutiny on the Bounty) e Il maggiordomo (Ruggles of Red Gap)
- Victor McLaglen - Il traditore (The Informer)

### Miglior attrice protagonista
- Greta Garbo - Anna Karenina
- Katharine Hepburn - Primo amore (Alice Adams)